# Dendrogaster arborescens
Dendrogaster arborescens is een kreeftachtigensoort uit de familie van de Dendrogastridae. De wetenschappelijke naam van de soort is voor het eerst geldig gepubliceerd in 1905 door Le Roi.